# Kristusov krst (Perugino, Rim)
Kristusov krst je freska italijanskega renesančnega slikarja Pietra Perugina in njegove delavnice, izvedena okoli leta 1482 v Sikstinski kapeli v Rimu.

## Zgodovina
Naročilo dela je nastalo leta 1480, ko je Perugino okrasil kapelo v stari baziliki svetega Petra v Rimu. Papež Sikst IV. je bil z njegovim delom zadovoljen in se je odločil, da mu naroči tudi dekoracijo nove kapele, ki jo je zgradil v vatikanski palači. Zaradi obsega dela se je kasneje Peruginu pridružila skupina slikarjev iz Firenc, med katerimi so bili tudi Sandro Botticelli, Domenico Ghirlandaio in drugi.
Med pomočniki Perugina v Sikstinski kapeli so bili tudi Pinturicchio, Andrea d'Assisi, Rocco Zoppo ali, manj verjetno, Lo Spagna ali Bartolomeo della Gatta, vendar je dodeljevanje podrobnosti zanje sporno.

## Opis
Freska Kristusovega krsta je prva na steni na desni strani oltarja, na nasprotni steni pa tudi vzporednice z  Mojzes odhaja v  Egipt  in Obrezovanje Elezierja, prav tako Peruginove delavnice. Avguštin iz Hipona in drugi zgodnjekrščanski pisci so Krst v resnici obravnavali kot neke vrste »duhovno obrezovanje«.
Prizor sledi simetričnemu vzorcu, značilnemu za Perugina. V središču je reka Jordan, ki teče proti opazovalcu in sega do nog Jezusa in Janeza, ki prvega krsti. Golob, simbol Svetega Duha, sestopi z neba; poslal ga je Bog, predstavljen v svetlečem oblaku in ob njem leteči serafin in kerubini. Pokrajina vključuje simbolični pogled na Rim, prepoznaven po slavoloku, Koloseju in Panteonu. Tanka drevesa so značilna za umbrijsko šolo in zlasti Perugina.
Ob straneh sta dve stranski epizodi: Krstnik (levo) in Jezus (desno), ki pridigata množici. V osrednji sceni sta tudi dva klečeča angela, ki držita brisačo: gre za elemente, ki jih navdihujejo flamske slike in jih je mogoče videti v delih Huga van der Goesa in v triptihu Portinarijev oltar. Ob straneh so v ospredju portreti sodobnih likov, ki so običajno redki pri Peruginu, vendar jih v tem primeru spodbuja njihova prisotnost v delih Ghirlandaia, ki je delal tudi v Sikstinski kapeli.
Fresko zaključuje friz s podpisom OPVS PETRI PERVSINI · CASTRO PLEBIS